# Столяровка (Маріїнський округ)
Столяро́вка (рос. Столяровка) — присілок у складі Маріїнського округу Кемеровської області, Росія.

## Населення
Населення — 53 особи (2010; 70 у 2002).
Національний склад (станом на 2002 рік):
- росіяни — 89 %